# Yasuichi Ebina
Yasuichi Ebina (jap. 蝦名康一 Ebina Yasuichi) - japoński zapaśnik w stylu klasycznym. Brązowy medal na mistrzostwach świata w 1990 i na mistrzostwach Azji w 1987. Piąty w Pucharze Świata w 1982. Trzeci w Grand Prix Niemiec w 1986 roku.